# Nazionale femminile di rugby a 15 della Russia
La nazionale di rugby a 15 femminile della Russia (in russo Женская сборная России по регби?, Ženskaja sbornaja Rossii po regbi) è la selezione di rugby a 15 femminile che rappresenta la Russia in ambito internazionale.
Erede diretta della defunta nazionale dell'Unione Sovietica, scioltasi nel 1991 insieme al suo Paese, è sotto la giurisdizione della Federacija regbi Rossii e ha preso parte alle prime due Coppe del Mondo femminili successive alla sua nascita, nel 1994 e nel 1998, con l'undicesimo posto come miglior risultato.
Dal 2005 partecipa al campionato europeo femminile, nel quale vanta al 2018 un terzo posto.
Al 2 dicembre 2024 la squadra occupa la 14ª posizione del ranking World Rugby.

## Storia
Nell’ex Unione Sovietica il rugby femminile trovò sostegno federale solo verso la fine degli anni ottanta del XX secolo, nell’ultimo periodo di vita del Paese.
Una nazionale dell’Unione Sovietica prese parte a un quadrangolare in Nuova Zelanda nel 1990 e, l’anno successivo, alla prima edizione della Coppa del Mondo tra difficoltà di soggiorno perché sottofinanziata dalla federazione sovietica.
Con la fine dell’URSS e la separazione delle quattordici repubbliche socialiste dalla Russia quest’ultima raccolse il titolo sportivo del defunto Paese; benché la prima formazione ex-sovietica a scendere in campo in ambito femminile fosse stata il Kazakistan, la formazione erede delle sovietiche fu allestita in tempo per partecipare insieme alle kazake alla Coppa del Mondo 1994.
L'esordio internazionale delle russe corrispose anche alla loro prima partita in Coppa del Mondo: a Edimburgo la squadra fu sconfitta 0-66 dall'Inghilterra; nella seconda partita contro la Scozia giunse un'altra sconfitta, per 0-51.
Nel girone di assegnazione del nono posto le russe incontrarono il Kazakistan per la prima volta, perdendo 0-25; la prima vittoria nel torneo, che tuttavia non è annoverata come incontro ufficiale, fu contro una selezione di studentesse scozzesi invitate al campionato mondiale per raggiungere il numero minimo di squadre partecipanti.
Anche la seconda spedizione in Coppa del Mondo, nel 1998, terminò senza vittorie in incontri ufficiali e l'ultimo posto: dopo due sconfitte in prima fase contro Stati Uniti e Galles, nei play-off per le posizioni di rincalzo le russe persero contro Italia, Paesi Bassi e, nella finale per il penultimo posto, contro la Svezia.
Nel 2000 le russe furono invitate a prendere parte al campionato europeo ma declinarono l'invito; solo cinque anni più tardi si affacciarono alla rassegna continentale, vincendo la Poule B del torneo e guadagnando la promozione alla prima divisione nel 2006, non valida per il titolo europeo, in cui tuttavia guadagnarono la terza posizione.
Nel 2007 invece si classificarono all'ultimo posto dopo aver perso la finale per il penultimo per 14-38 dal Galles.
Nel successivo decennio la Russia non prese parte a test match di preparazione, disputando solo incontri ufficiali nel campionato europeo: nel 2016 giunse al terzo posto battendo il Belgio nella finale di consolazione, e da allora non scese più in campo, anche a seguito della decisione della federazione di finanziare la propria rappresentativa a sette vincitrice di diversi titoli europei e in lizza per le Olimpiadi.
Il più immediato appuntamento internazionale della Russia a 15 è previsto per il campionato europeo 2019.

## Statistiche di squadra

### Incontri disputati
| Data             | Sede              | Incontro                           | Note               |
| ---------------- | ----------------- | ---------------------------------- | ------------------ |
| 11 aprile 1994   | Edimburgo         | Inghilterra — Russia 66-0          | Coppa del Mondo    |
| 13 aprile 1994   | Edimburgo         | Scozia — Russia 51-0               | Coppa del Mondo    |
| 17 aprile 1994   | Kirkcaldy         | Russia — Svezia 13-20              | Coppa del Mondo    |
| 19 aprile 1994   | Galashiels        | Kazakistan — Russia 25-0           | Coppa del Mondo    |
| 1997             | Sede sconosciuta  | Kazakistan — Russia 0-15           | Test match         |
| 1997             | Sede sconosciuta  | Kazakistan — Russia 12-35          | Test match         |
| 1997             | Sede sconosciuta  | Kazakistan — Russia 5-7            | Test match         |
| 1997             | Sede sconosciuta  | Spagna — Russia 17-12              | Test match         |
| 2 maggio 1998    | Amsterdam         | Russia — Stati Uniti 0-84          | Coppa del Mondo    |
| 5 maggio 1998    | Amsterdam         | Russia — Galles 7-83               | Coppa del Mondo    |
| 9 maggio 1998    | Amsterdam         | Italia — Russia 51-7               | Coppa del Mondo    |
| 12 maggio 1998   | Amsterdam         | Paesi Bassi — Russia 61-0          | Coppa del Mondo    |
| 15 maggio 1998   | Amsterdam         | Russia — Svezia 3-23               | Coppa del Mondo    |
| 21 maggio 2005   | Zenica            | Bosnia ed Erzegovina — Russia 0-74 | Campionato europeo |
| 21 maggio 2005   | Zenica            | Norvegia — Russia 0-25             | Campionato europeo |
| 23 maggio 2005   | Zenica            | Bosnia ed Erzegovina — Russia 0-65 | Campionato europeo |
| 23 maggio 2005   | Zenica            | Norvegia — Russia 0-49             | Campionato europeo |
| 23 aprile 2006   | San Donà di Piave | Belgio — Russia 0-24               | Campionato europeo |
| 23 aprile 2006   | San Donà di Piave | Italia — Russia 30-0               | Campionato europeo |
| 26 aprile 2006   | San Donà di Piave | Paesi Bassi — Russia 53-5          | Campionato europeo |
| 30 aprile 2006   | San Donà di Piave | Norvegia — Russia 5-62             | Campionato europeo |
| 28 aprile 2007   | Barcellona        | Inghilterra — Russia 62-0          | Campionato europeo |
| 30 aprile 2007   | Barcellona        | Spagna — Russia 54-3               | Campionato europeo |
| 2 maggio 2007    | Barcellona        | Italia — Russia 50-5               | Campionato europeo |
| 5 maggio 2007    | Barcellona        | Russia — Galles 14-38              | Campionato europeo |
| 19 maggio 2008   | Utrecht           | Finlandia — Russia 0-39            | Campionato europeo |
| 19 maggio 2008   | Utrecht           | Romania — Russia 3-32              | Campionato europeo |
| 21 maggio 2008   | Tilburg           | Belgio — Russia 0-22               | Campionato europeo |
| 21 maggio 2008   | Tilburg           | Romania — Russia 0-29              | Campionato europeo |
| 17 maggio 2009   | Enköping          | Russia — Scozia 0-84               | Campionato europeo |
| 20 maggio 2009   | Stoccolma         | Paesi Bassi — Russia 34-0          | Campionato europeo |
| 23 maggio 2009   | Enköping          | Belgio — Russia 11-29              | Campionato europeo |
| 8 maggio 2010    | Sélestat          | Russia — Svezia 0-32               | Campionato europeo |
| 10 maggio 2010   | Colmar            | Italia — Russia 33-0               | Campionato europeo |
| 12 maggio 2010   | Haguenau          | Germania — Russia 14-17            | Campionato europeo |
| 30 aprile 2011   | La Coruña         | Paesi Bassi — Russia 10-17         | Campionato europeo |
| 7 maggio 2011    | A Coruña          | Finlandia — Russia 5-22            | Campionato europeo |
| 3 maggio 2012    | Enköping          | Svezia — Russia 67-0               | Campionato europeo |
| 7 maggio 2012    | Enköping          | Finlandia — Russia 17-45           | Campionato europeo |
| 30 ottobre 2014  | Bruxelles         | Belgio — Russia 29-7               | Campionato europeo |
| 2 novembre 2014  | Bruxelles         | Svizzera — Russia 24-31            | Campionato europeo |
| 29 ottobre 2015  | Unterägeri        | Svizzera — Russia 27-12            | Campionato europeo |
| 1º novembre 2015 | Unterägeri        | Rep. Ceca — Russia 15-41           | Campionato europeo |
| 5 ottobre 2016   | Madrid            | Russia — Belgio 74-5               | Campionato europeo |
| 9 ottobre 2016   | Madrid            | Paesi Bassi — Russia 22-17         | Campionato europeo |
| 12 ottobre 2016  | Madrid            | Russia — Svizzera 52-0             | Campionato europeo |
| 23 febbraio 2019 | Madrid            | Spagna — Russia 41-0               | Campionato europeo |
| 4 maggio 2019    | Bonn              | Germania — Russia 5-20             | Campionato europeo |

### Riepilogo per avversario
| Avversario           | Primo incontro | G  | V  | N | P  | % V/G |
| -------------------- | -------------- | -- | -- | - | -- | ----- |
| Belgio               | 2006           | 5  | 4  | 0 | 1  | 80    |
| Bosnia ed Erzegovina | 2005           | 2  | 2  | 0 | 0  | 100   |
| Inghilterra          | 1994           | 2  | 0  | 0 | 2  | 0     |
| Finlandia            | 2008           | 3  | 3  | 0 | 0  | 100   |
| Galles               | 1994           | 2  | 0  | 0 | 2  | 0     |
| Germania             | 2010           | 2  | 2  | 0 | 0  | 100   |
| Italia               | 1998           | 4  | 0  | 0 | 4  | 0     |
| Kazakistan           | 1997           | 4  | 3  | 0 | 1  | 75    |
| Norvegia             | 2005           | 3  | 3  | 0 | 0  | 100   |
| Paesi Bassi          | 1998           | 5  | 1  | 0 | 4  | 20    |
| Rep. Ceca            | 2015           | 1  | 1  | 0 | 0  | 100   |
| Romania              | 2005           | 2  | 2  | 0 | 0  | 100   |
| Scozia               | 1994           | 2  | 0  | 0 | 2  | 0     |
| Spagna               | 1997           | 3  | 0  | 0 | 3  | 0     |
| Stati Uniti          | 1998           | 1  | 0  | 0 | 1  | 0     |
| Svezia               | 1994           | 4  | 0  | 0 | 4  | 0     |
| Svizzera             | 2014           | 3  | 2  | 0 | 1  | 66,6  |
| Totale               | Totale         | 48 | 23 | 0 | 25 | 47,9  |

### Confronti in Coppa del Mondo
| Avversario  | Primo incontro | G | V | N | P | PF | PS  | % V/G |
| ----------- | -------------- | - | - | - | - | -- | --- | ----- |
| Galles      | 1998           | 1 | 0 | 0 | 1 | 7  | 83  | 0     |
| Inghilterra | 1994           | 1 | 0 | 0 | 1 | 0  | 66  | 0     |
| Italia      | 1998           | 1 | 0 | 0 | 1 | 7  | 51  | 0     |
| Kazakistan  | 1994           | 1 | 0 | 0 | 1 | 0  | 25  | 0     |
| Paesi Bassi | 1998           | 1 | 0 | 0 | 1 | 0  | 61  | 0     |
| Scozia      | 1994           | 1 | 0 | 0 | 1 | 0  | 51  | 0     |
| Stati Uniti | 1998           | 1 | 0 | 0 | 1 | 0  | 84  | 0     |
| Svezia      | 1994           | 2 | 0 | 0 | 2 | 16 | 43  | 0     |
| Totale      | Totale         | 9 | 0 | 0 | 9 | 30 | 464 | 0     |